# Monte Barbara
Der Monte Barbara ist eine begrünte Bergehalde in der saarländischen Stadt Bexbach. Er wurde künstlich erschaffen aus dem Abraum des Steinkohlebergbaus der in Bexbach gelegenen ehemaligen Grube St. Barbara. Die Halde ist integriert in einen Landschaftspark und kann über einen Wanderweg bestiegen werden. Auf dem Gipfelplateau befindet sich die eine acht Meter hohe Statue der Heiligen Barbara, der Schutzpatronin der Bergleute.

## Lage
Der Monte Barbara schließt sich direkt an den Blumengarten in Bexbach an und hat zu seinen Füßen den Segelflugplatz des Ortes.

## Gipfelplateau

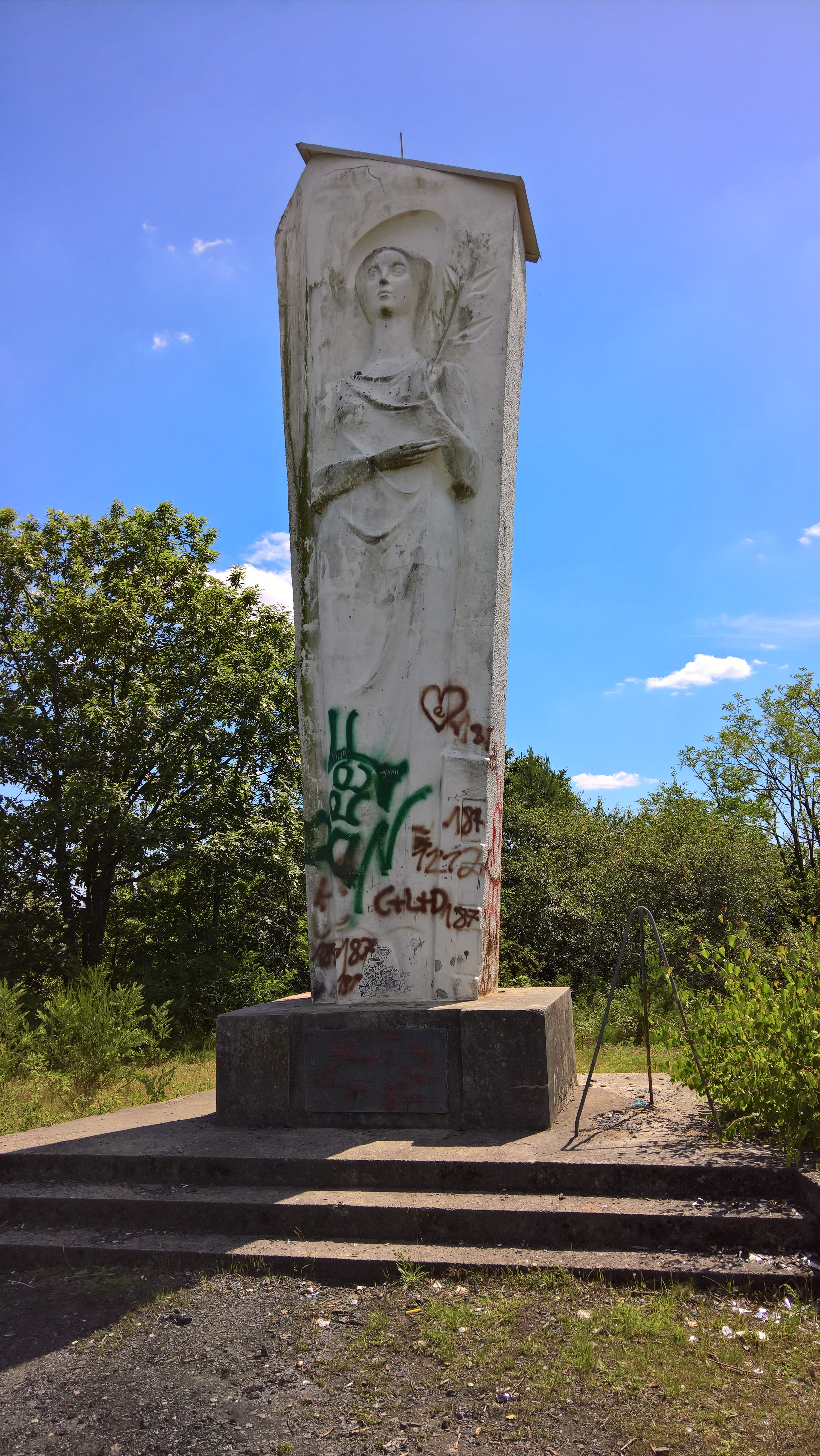
Statue der Heiligen Barbara auf dem Gipfel

Auf dem Plateau des Monte Barbara befindet sich eine Statue der Schutzpatronin des Bergbaus.

### St. Barbara
Das Standbild der Heiligen Barbara wurde von Lothar Messmer erschaffen und 1955 ursprünglich auf dem Gelände der ehemaligen Grube St. Barbara bzw. des ehemaligen Kraftwerks St. Barbara errichtet. Mit der Errichtung des neuen Kraftwerks Bexbach wurde sie 1980 auf den Monte Barbara versetzt. Zu den Füßen des Denkmals befindet sich eine Informationstafel, die über die Geschichte des Denkmals aufklärt. Des Weiteren enthält sie das Gebet der Heiligen Barbara.
Gegenwärtig befindet sich das Plateau in einem schlechten Zustand. Die Statue und die Informationstafel weisen Spuren von Vandalismus auf.

### Schutzhütte
Die in den Wanderkarten ausgeschilderte Schutzhütte ist nicht mehr vorhanden. Es finden sich nur noch die Reste der Grundmauern. Auch dieser Bereich ist mittlerweile durch Vandalismus unbrauchbar gemacht worden.